# Natação nos Jogos Pan-Americanos de 2011 - 200 m borboleta feminino
As competições dos 200 metros borboleta feminino da natação nos Jogos Pan-Americanos de 2011 foram realizadas no dia 19 de outubro no Centro Aquático Scotiabank, em Guadalajara.

## Medalhistas
| Ouro   | USA Kimberly Vandenberg |
| Prata  | USA Lyndsay de Paul     |
| Bronze | MEX Rita Medrano        |

## Recordes
Antes desta competição, os recordes mundiais e olímpicos da prova eram os seguintes:
| Tipo                             | Atleta              | Tempo   | Local          | Data                  | Ref |
| -------------------------------- | ------------------- | ------- | -------------- | --------------------- | --- |
|                                  | CHN Liu Zige        | 2m01s81 | Jinan          | 21 de outubro de 2009 | ver |
| Recorde dos Jogos Pan-Americanos | USA Kathleen Hersey | 2m07s64 | Rio de Janeiro | 21 de julho de 2007   | ver |

## Resultados

### Eliminatórias
| Pos. | Bateria | Raia | Nadador             | País               | Tempo   | Obs. |
| ---- | ------- | ---- | ------------------- | ------------------ | ------- | ---- |
| 1    | 1       | 4    | Kimberly Vandenberg | USA Estados Unidos | 2:12.04 | QA   |
| 2    | 2       | 4    | Lyndsay de Paul     | USA Estados Unidos | 2:14.17 | QA   |
| 3    | 2       | 5    | Rita Medrano        | MEX México         | 2:14.44 | QA   |
| 4    | 1       | 5    | Joanna Maranhão     | BRA Brasil         | 2:14.63 | QA   |
| 5    | 2       | 3    | Brenna MacLean      | CAN Canadá         | 2:15.87 | QA   |
| 6    | 1       | 2    | Eliana Barrios      | VEN Venezuela      | 2:17.06 | QA   |
| 7    | 1       | 6    | Prisciliana Escobar | MEX México         | 2:18.36 | QA   |
| 8    | 1       | 3    | Erin Miller         | CAN Canadá         | 2:18.37 | QA   |
| 9    | 2       | 2    | Yumisleisy Morales  | CUB Cuba           | 2:19.07 | QB   |
| 10   | 2       | 6    | Daiene Dias         | BRA Brasil         | 2:19.23 | QB   |
| 11   | 1       | 7    | Amara Gibbs         | BAR Barbados       | 2:30.26 | QB   |
| 12   | 2       | 1    | Lara Butler         | CAY Ilhas Cayman   | 2:35.44 |      |
|      | 2       | 7    | Oriele Espinoza     | PER Peru           |         | DNS  |

### Final B
| Pos. | Raia | Nadador            | País         | Tempo   | Obs. |
| ---- | ---- | ------------------ | ------------ | ------- | ---- |
| 1    | 4    | Yumisleisy Morales | CUB Cuba     | 2:19.78 |      |
| 2    | 3    | Amara Gibbs        | BAR Barbados | 2:30.88 |      |
|      | 5    | Daiene Dias        | BRA Brasil   |         | DNS  |

### Final A
| Pos.              | Raia | Nadador             | País               | Tempo   | Obs. |
| ----------------- | ---- | ------------------- | ------------------ | ------- | ---- |
| Medalha de ouro   | 4    | Kimberly Vandenberg | USA Estados Unidos | 2:10.54 |      |
| Medalha de prata  | 5    | Lyndsay de Paul     | USA Estados Unidos | 2:12.34 |      |
| Medalha de bronze | 3    | Rita Medrano        | MEX México         | 2:12.43 |      |
| 4                 | 6    | Joanna Maranhão     | BRA Brasil         | 2:13.00 |      |
| 5                 | 8    | Erin Miller         | CAN Canadá         | 2:16.10 |      |
| 6                 | 2    | Brenna MacLean      | CAN Canadá         | 2:16.13 |      |
| 7                 | 7    | Eliana Barrios      | VEN Venezuela      | 2:18.19 |      |
| 8                 | 1    | Prisciliana Escobar | MEX México         | 2:20.16 |      |

Legenda
| Recorde mundial                  | Recorde mundial (World record)               |                       | Recorde africano                      | Recorde africano (African) |                                           | Q | Classificado por posição (Qualified) |
| Recorde dos Jogos Pan-Americanos | Recorde pan-americano (Pan-American record)  | Recorde da América    | Recorde da América (Americas)         | q                          | Classificado por melhor tempo (Qualified) |   |                                      |
| Melhor marca do ano              | Melhor marca do ano (World leading)          | Recorde asiático      | Recorde asiático (Asian)              | DNS                        | Não largou (Did not start)                |   |                                      |
| Recorde nacional                 | Recorde nacional (National record)           | Recorde europeu       | Recorde europeu (European)            | DNF                        | Não terminou (Did not finish)             |   |                                      |
| Recorde pessoal                  | Recorde pessoal do atleta (Personal best)    | Recorde da Oceania    | Recorde da Oceania (Oceania)          | DSQ / DQ                   | Desclassificado (Disqualified)            |   |                                      |
| Recorde da temporada             | Recorde da temporada do atleta (Season best) | Recorde sul-americano | Recorde sul-americano (South America) | NM                         | Sem marca (No mark)                       |   |                                      |